# Élections législatives de 1951 au Moyen-Congo
Les élections législatives françaises de 1951 se tiennent le 17 juin. Ce sont les deuxièmes élections législatives de la Quatrième République.

## Mode de scrutin
Le mode d'élection choisit pour ce territoire est le scrutin uninominal à un tour.
Au Moyen-Congo, un seul député est à élire pour les personnes relevant du statut personnel.

## Élus
| Député sortant      | Parti | Parti   | Député élu ou réélu | Parti | Parti   |
| ------------------- | ----- | ------- | ------------------- | ----- | ------- |
| Jean Félix-Tchicaya |       | PPC-RDA | Jean Félix-Tchicaya |       | PPC-RDA |

## Résultats

### Résultats à l'échelle du département
|          | Jean Félix-Tchicaya | PPC-RDA                | 23 213  | 49,99  |  |  |
|          | SFIO                | Jacques Opangault      | 13 176  | 28,38  |  |  |
|          | RPF                 | Hyacinthe Samba-Dehlot | 9 048   | 19,49  |  |  |
|          | Indépendant         | Jacques Malonga        | 626     | 1,35   |  |  |
|          | Indépendant         | Pierre Tchicaya        | 371     | 0,80   |  |  |
|          |                     |                        |         |        |  |  |
| Inscrits | Inscrits            | Inscrits               | 118 523 | 100,00 |  |  |
| Votants  | Votants             | Votants                | 53 452  | 45,10  |  |  |
| Exprimés | Exprimés            | Exprimés               | 46 434  | 86,87  |  |  |